# Volksrat der Volksrepublik Donezk
Der Volksrat der Volksrepublik Donezk (russisch Народный Совет Донецкой Народной Республики Narodny Sowet Donezkoi Narodnoi Respubliki) ist das Regionalparlament der Volksrepublik Donezk.

## Geschichte
Nach Ausrufung der international nicht anerkannten Volksrepublik Donezk wurde am 14. Mai 2014 der Oberste Rat der Volksrepublik Donezk (russisch Верховный Совет Донецкой Народной Республики Werchowny Sowet Donezkoi Narodnoi Respubliki) gebildet. Dieser bestand aus 150 Abgeordneten, die nicht demokratisch gewählt, sondern von den Städten, Rajonen, öffentlichen Organisationen und Parteien gestellt wurden. Für den 2. November 2014 setzte der Oberste Rat die erste Wahl des Parlaments an, das seitdem Volksrat heißt. Außerdem wurde das Amt des Oberhaupts geschaffen, das am gleichen Tag wie der Volksrat erstmals gewählt wurde. Bis zum Amtsantritt des Oberhaupts war der Vorsitzende des Obersten Rats das Staatsoberhaupt der Volksrepublik Donezk.
Bei der Wahl der Volksrats der Volksrepublik Donezk 2014 erzielte die Volksbewegung „Donezker Republik“ eine absolute Mehrheit. Die 100 Abgeordneten wurden für vier Jahre gewählt. Während der ersten Einberufung wurde die Dauer künftiger Legislaturperioden auf fünf Jahre verlängert.
Bei der Wahl der Volksrats der Volksrepublik Donezk 2018 kam die Volksbewegung „Donezker Republik“ erneut auf eine absolute Mehrheit.
Durch die völkerrechtswidrige Annexion der Süd- und Ostukraine wurde die Volksrepublik Donezk 2022 zu einem russischen Föderationssubjekt und der Volksrat zu dessen Regionalparlament.
Vor der Wahl der Volksrats der Volksrepublik Donezk 2023 wurde die Zahl der Abgeordneten auf 90 reduziert. Wie bereits zuvor handelte es sich um Scheinwahlen, bei denen das Ergebnis schon vorher feststand, bei denen etwa durchsichtige Wahlurnen verwendet wurden und Menschen teils mit Waffengewalt zur Stimmabgabe genötigt wurden.

## Wahlrecht
Die 90 Abgeordneten des Volksrats werden per Verhältniswahl mit einer 5-Prozent-Hürde bestimmt.

## Vorsitzende
| Name                                | Amtszeit                                  |
| ----------------------------------- | ----------------------------------------- |
| Denis Puschilin                     | 15. Mai 2014 bis 18. Juli 2014            |
| Wladimir Makowitsch (kommissarisch) | 18. Juli 2014 bis 22. Juli 2014           |
| Boris Litwinow                      | 22. Juli 2014 bis 14. November 2014       |
| Andrij Purhin                       | 14. November 2014 bis 4. September 2015   |
| Denis Puschilin                     | 11. September 2015 bis 14. September 2018 |
| Olga Makejewa (kommissarisch)       | 14. September bis 19. November 2018       |
| Wladimir Bidjowka                   | seit 19. November 2018                    |